# Трофа, Сегадайнш і Ламаш-ду-Вога
Тро́фа, Сегада́йнш і Ла́маш-ду-Во́га (порт. Trofa, Segadães e Lamas do Vouga; МФА: [ˈtɾo.fɐ, sɨ.gɐ.ˈdɐ̃jz i ˈɫɐ.mɐʒ du ˈvo.gɐ]) — парафія в Португалії, в муніципалітеті Агеда. Складова округу Авейру.  Входить до регіону Центр. За старим адміністративним поділом, що був чинним до 1976 року, територія парафії належала провінції Берегова Бейра. Заснована 28 січня 2013 року. Площа парафії — 16,07 км², населення — 4633 ос. (2011), густота населення — 288,3 осіб/км²
. Патрон — Спаситель, Діва Марія, святий Петро. Поштовий індекс — 3750. Код  — 010126.
```
Сформована із колишніх парафій 
Трофа
, 
Сегадайнш
 і 
Ламаш-ду-Вога
.
```

## Географія

Агеда (2013)
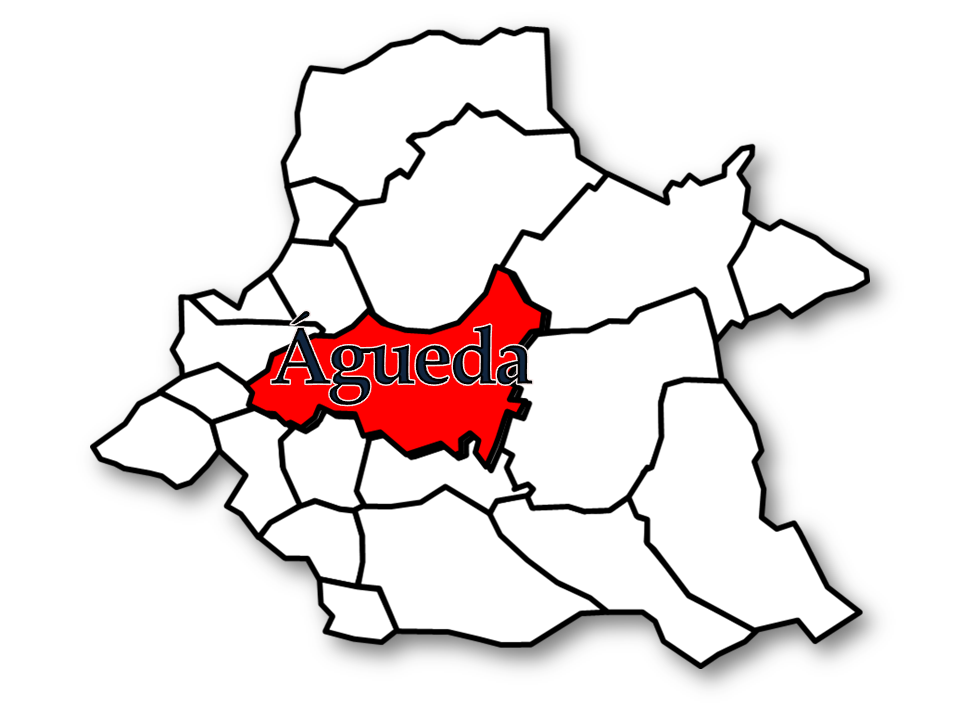
Агеда
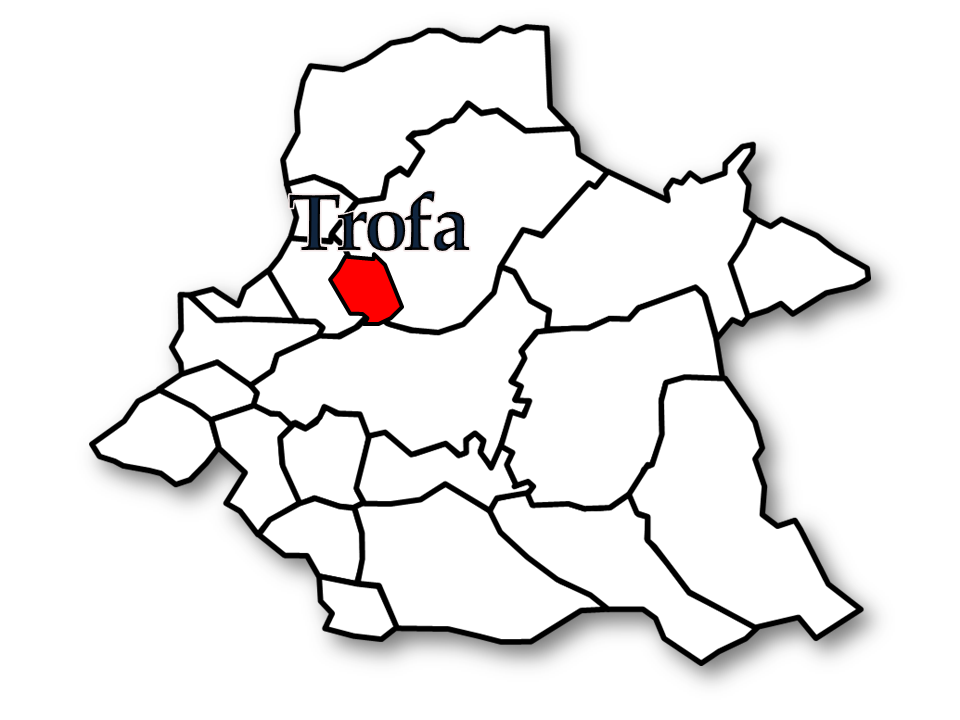
Трофа
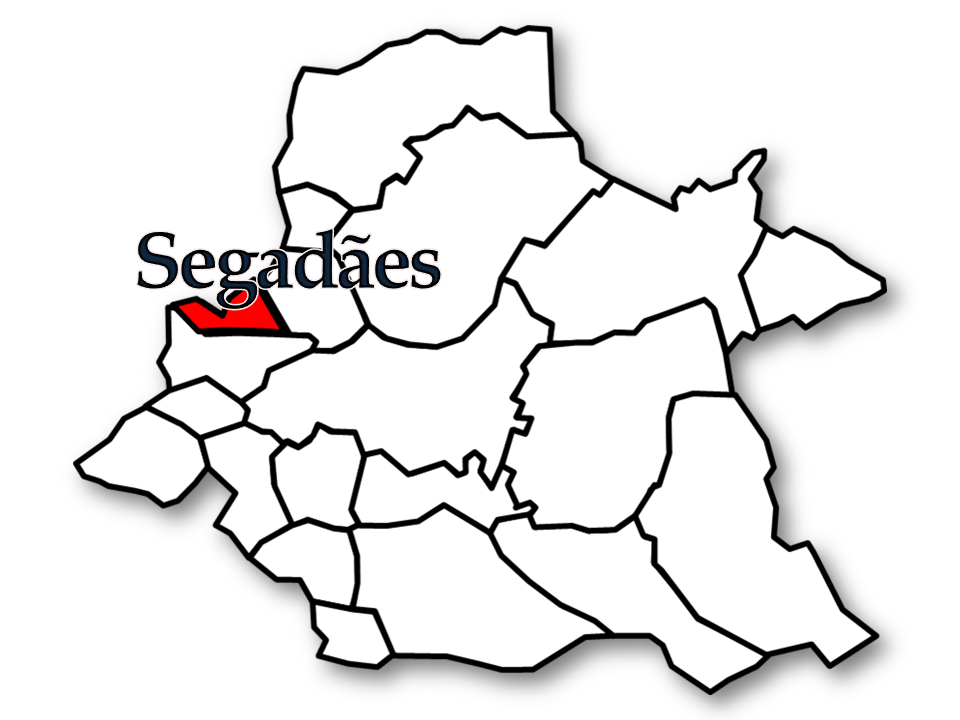
Сегадайнш
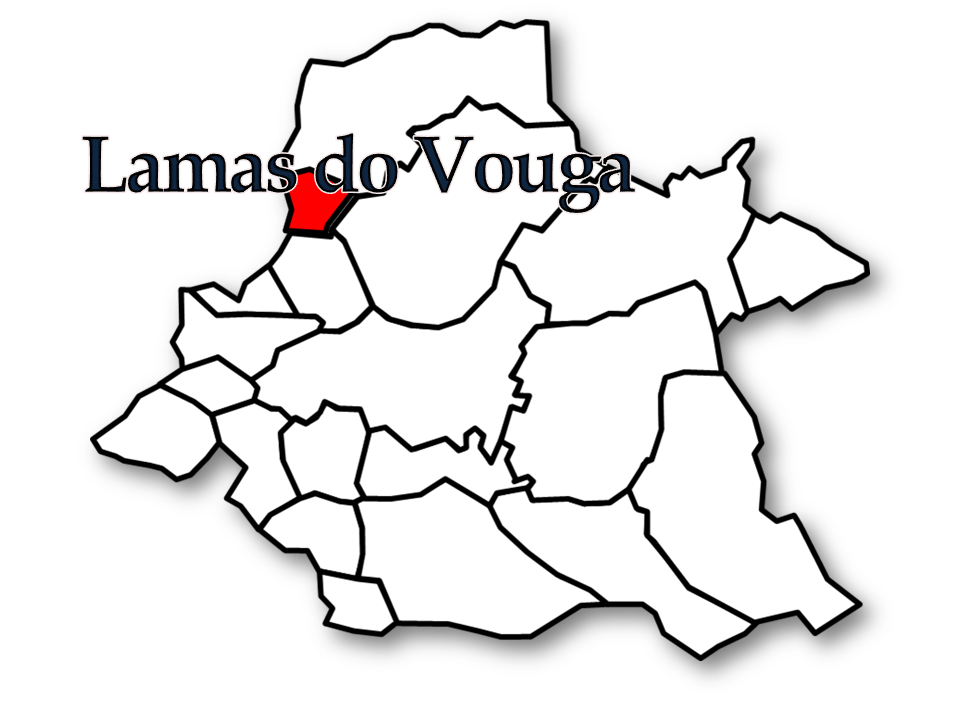
Ламаш-ду-Вога

## Населення
| 2011 |
| 4633 |

## Пам'ятки
- Церква святого Спасителя — парафіяльна церква XVI століття.